# Elisabeth Bonetsmüller
Elisabeth Bonetsmüller (ur. 26 marca 1907 w Monachium, zm. 15 maja 1987 tamże) – niemiecka lekkoatletka.

## Życiorys
Z zawodu była krawcową.
W 1927 została mistrzynią Niemiec w skoku wzwyż jako pierwsza kobieta z Bawarii. W 1928 i 1929 zostawała wicemistrzynią kraju w tej konkurencji. W 1928 wystartowała także na igrzyskach olimpijskich, na których zajęła 18. miejsce w skoku wzwyż z wynikiem 1,80 m.